# Sapere aude

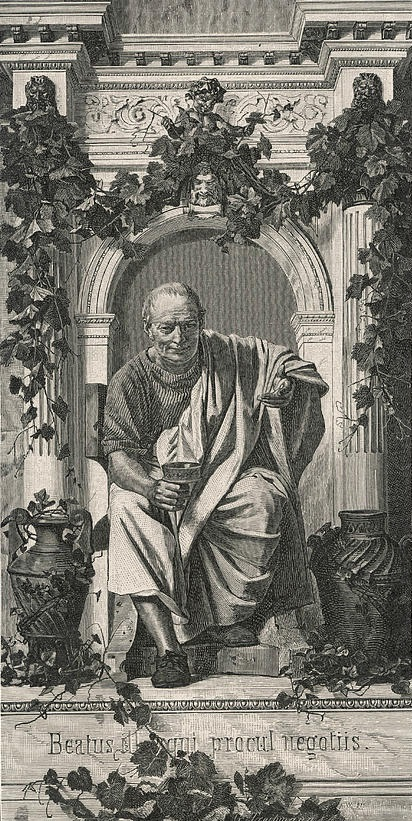
Orazio

Sapere aude! (pronuncia sàpere àude; lett.: "osa esser saggio!") è un'esortazione latina, traducibile anche con "abbi il coraggio di conoscere!".

## Origine
La sua attestazione più antica è rintracciabile in Orazio (Epistole I, 2, 40). Nella lettera, destinata all'amico Massimo Lollio, il poeta offre una serie di consigli, tutti improntati alla filosofia dell'aurea mediocritas. Tra questi è anche l'invito a "risolversi a essere saggio" (v. 40), dedicandosi agli studi e alle occupazioni oneste.

## Utilizzo moderno

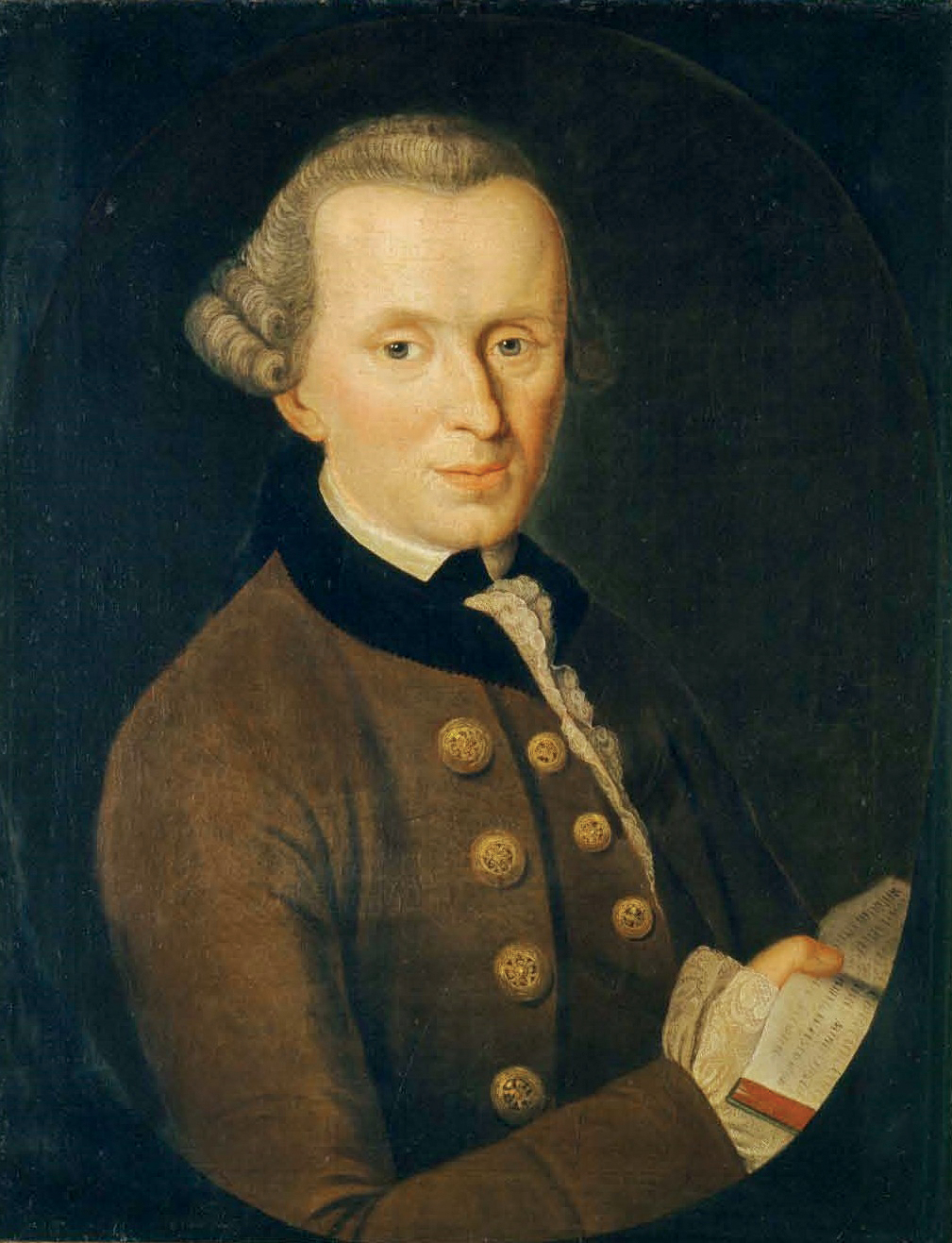
Immanuel Kant

L'espressione è diventata famosa grazie al filosofo tedesco Immanuel Kant, che ne fa il motto dell'Illuminismo e condensa in essa il messaggio di quel processo storico-filosofico.
Nel suo scritto del 1784, «Risposta alla domanda: che cos'è l'Illuminismo?», infatti, egli dà una definizione ormai celeberrima: 
(Immanuel Kant)
La sua definizione di Aufklärung (il ragionare con la propria testa) risentiva dell'eclettismo tedesco del XVIII secolo, inteso come libertà di scegliere fra diversi opinioni a seconda delle circostanze.